# Natur

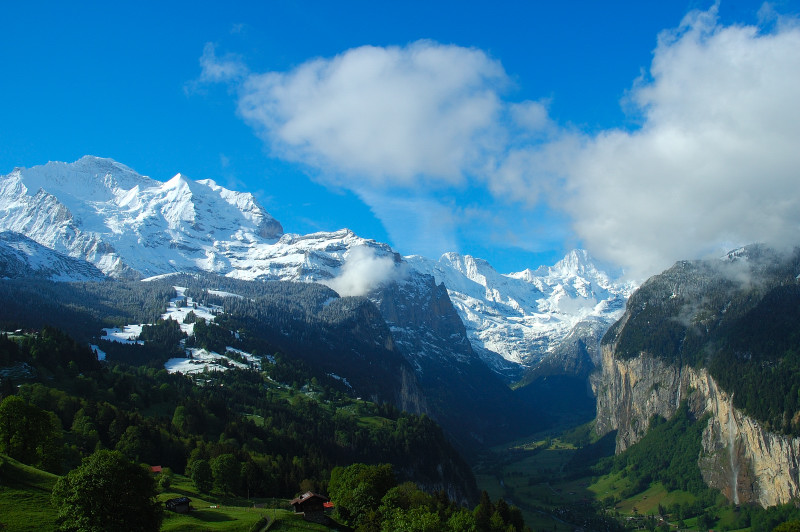
Schweiz är känt för sin natur. På bilden ses en dalgång i den schweiziska kommunen Lauterbrunnen.

Natur kan i sin vidaste definition syfta på den levande materiella världen i stort. Den spänner då från det subatomiska till det kosmiska, men kan också enbart syfta på biosfären. Ibland avser natur enbart idén om den av människan orörda miljön i form av växter, djur, landformer etc. Natur avser även inre egenskaper som bestämmer ett beteende och ändamål i någon eller något ("sakens natur"). Det är ett begrepp som har tolkats och definierats sedan antiken i olika sammanhang och har genomgått flera betydelseförskjutningar, och därmed blivit mångtydigt och ideologiskt laddat. 

## Ordets innebörd

### Ursprung
Enligt den begreppsdefinition som ärvts från antiken är principerna för naturen eviga. Med det grekiska ordet, physis, menades det medfödda som bestämmer dess varande egenskaper, förändringsmöjligheter och plats i världen. Physis avsåg i dess primära betydelse det som kunde växa, det som hade växtkraft i sig själv. Svenska språket har lånat in det latinska ordet natura vars betydelse har att göra med födelse. Natur är med en klassisk definition allt som inte människan kan skapa, i motsats till kultur och senare artificiell, alternativt det som är fött eller medfött i motsats till det som är skapat av människan.

### Aristoteles och den inre naturen
För Aristoteles är naturen det betingande i de singulära varandena eller substanserna i helheten eller världen (kosmos) och ibland även helheten med dess varanden. I den aristoteliska traditionen finns det alltså ingen absolut motsättning mellan individens natur och kosmos, vilket är en förutsättning för en religiös tro. Augustinus gjorde en uppdelning av "natur" i väsen och substans, vilket blivit bestämmande för begreppsdefinitionen därefter. De skolastiska filosoferna återkom ofta till frågan om naturen och evigheten, och hävdade att endast Gud är evig och att naturen åtminstone delvis är förgänglig, Gud är den skapande och naturen är det skapade. Natur har i det sekulariserade samhället alltmera kommit att uppfattats som biologi, eller material som kan behärskas genom olika tekniker och manipulationer; gränsen mellan natur och kultur eller det artificiella har därmed blivit oskarp. 
Definitionen av människans natur är likaledes bunden av ideologi. I det antika Grekland var det självklart att se människor som ojämlika av naturen. Aristoteles var av den uppfattningen att naturen gjort vissa människor intelligenta och att dessa var av naturen fria män till skillnad mot slavar som utför order med sin kroppskraft. Individens natur har en kvalitet som kan jämföras med andras naturer och värderas objektivt. Platon menade å sin sida att aristokraternas elitism inte bara bestod i medfödd intelligens utan även mod, begåvning och moral, men att det var viktigt att odla dessa egenskaper med lång utbildning och fostran. Slavar var däremot inte mycket högre än djuren.

### Carl von LinnésSystema naturae
Carl von Linné gjorde en banbrytande upptäckt, när han i Systema naturae visade att naturen kunde organiseras gruppvis i en hierarki. Att naturen kunde systematiseras var en vidareutveckling av idén att alla varelser på såväl individ- som gruppnivå har olika höga eller låga naturer med en given plats i världen och i givna relationer till varandra. Den tanken finns uttryckt redan i Platons Staten. 

### Kristendomen och evolutionsteorin
Den kristna bestämningen av människan är att hon är skapad till Guds avbild. Under upplysningen blev förnuftet konstituerande för hennes natur, och särskiljer henne från varelser eller organismer som (bara) följer sin instinkt. Med Charles Darwins teori om det naturliga urvalet som drivkraft i evolutionen blev människan bara en av alla djurarter. I Skapelseberättelsen är människan i stället höjd över djuren, och skapad att med visdom och Guds ande härska över naturen. Det har sedan antiken förekommit olika inställningar till hur människan ska förhålla sig till sin natur, om den är ond eller god. Under romantiken var den allmänna trenden att människans natur antingen var god eller ond och detta var oåterkalleligt, medan kristen teoribildning innehållit tanken att människan visserligen bär på en arvsynd men har förmåga till förbättring om hon följer de kristna buden och kristlig tuktan.

### Natur som jämförelse med civilisationen
I Theodor Adornos Upplysningens dialektik är naturen motsatsen till civilisationen, där naturen är mer god mot människor i allmänhet trots sina faror. Det är en utveckling av Karl Marx tanke om det urkommunistiska samhället som proletariatets revolution med tiden skulle återskapa. Detta står i kontrast till idéerna att människan måste fostras till en samhällsvarelse, som är en tanke som omhuldas av praktiskt taget alla andra ideologier i kristen, humanistisk idétradition.

### Andra betydelser
- I geografisk mening: Natur som en dikotomi till staden, se naturgeografi och naturområde.
- I filosofisk mening: Natur som någons/någots inneboende strävan och mål; se essens.
- I social mening: Natur som motsats till konstgjord, eller som motsats till kultur.
- Vardagligt ord för Naturvetenskapliga programmet.